# Erik Satie
Erik Satie, narozen jako Eric Alfred Leslie Satie, již na své první kompozici z roku 1884 se podepisuje jako Erik Satie (17. května 1866 Honfleur, Francie – 1. července 1925 Paříž, Francie) byl francouzský skladatel a klavírista, který v mnoha směrech předešel svou dobu. Byl velmi tvůrčí osobností a měl výrazný vliv na své současníky, především Clauda Debussyho, Maurice Ravela a Francise Poulenca. Protože jeho hudba byla velmi novátorská, měl též výrazný vliv i na moderní hudební skladatele.

## Život
Je označován za předchůdce impresionismu, neoklasicismu, konceptuálního umění a ambientní hudby. S Dariem Milhaudem experimentoval s hudbou, které říkali „furniture musique“, čímž mínil zvuky pozadí či prostředí. Skládal hudbu tak, aby byla poslouchána např. z různých úhlů, proto vzájemně velmi podobné skladby dělil do jednotlivých částí z tohoto hlediska. Mnoho jeho skladeb bylo inspirováno středověkou architekturou.

V devadesátých letech patřil do okruhu bohémy na pařížském Montmartre, přátelil se s malířkou Suzanne Valadon, hrál na harmonium v kabaretu Chat Noir, dva roky byl členem Rosekruciánského řádu Joséphina Péladana, posléze (15. října 1893) založil vlastní „Metropolitní Církev Umění pod ochranou vzývaného Ježíše Vůdce“. Zde se projevila dvojakost jeho povahy se sklonem k mystifikaci („křesťanský balet“ Uspud pro jednu osobu z roku 1892) a na druhé straně k mysticismu. Metropolitní Církev Umění Ježíše Vůdce měla za dobu svého trvání (okolo tří let) paradoxně jediného člena – samotného Satieho. Nesl titul ‚Mistr chrámu’. Po dvou letech od založení sekty vyšla dvě čísla jejího tiskového orgánu „Cartulaire“, jejichž jediným autorem byl také on sám, byť pod různými pseudonymy. Epištola vzniklá rok po ustavení vysvětluje důvody jejího vzniku: jednalo se především o nespokojenost se stavem římského katolictví té doby a s oficiálním establishmentem v uměleckých kruzích. Nechal se inspirovat Péladanovými rosekruciány, oproti jejich relativně dobře ukotvenému zázemí v establishmentu však utvořil svou sektu ryze imaginativně: fiktivní monstrózní hierarchii uvnitř právě vzniklé církve s veškerou vážností rozprostřel doslova po celém světě do složité struktury klášterů, opatství či rytířských řádů včetně přesného popisu jejich příslušenství a osob, takže například celkový počet jejích členů dává v součtu číslo 1 608 040 290, což je o 28 000 000 víc, než podle odhadů žilo tehdy na světě obyvatel. Na konci 90. let se z finančních důvodů odstěhoval z centra Paříže, léta prožil ve velké chudobě a zapomenutí. V desátých letech si jej jako „maskota“ vybrali mladí francouzští autoři (Les Six, Jean Cocteau) a dopomohli mu k ohlasu jeho skladeb. Před svou smrtí vstoupil do Komunistické strany Francie.

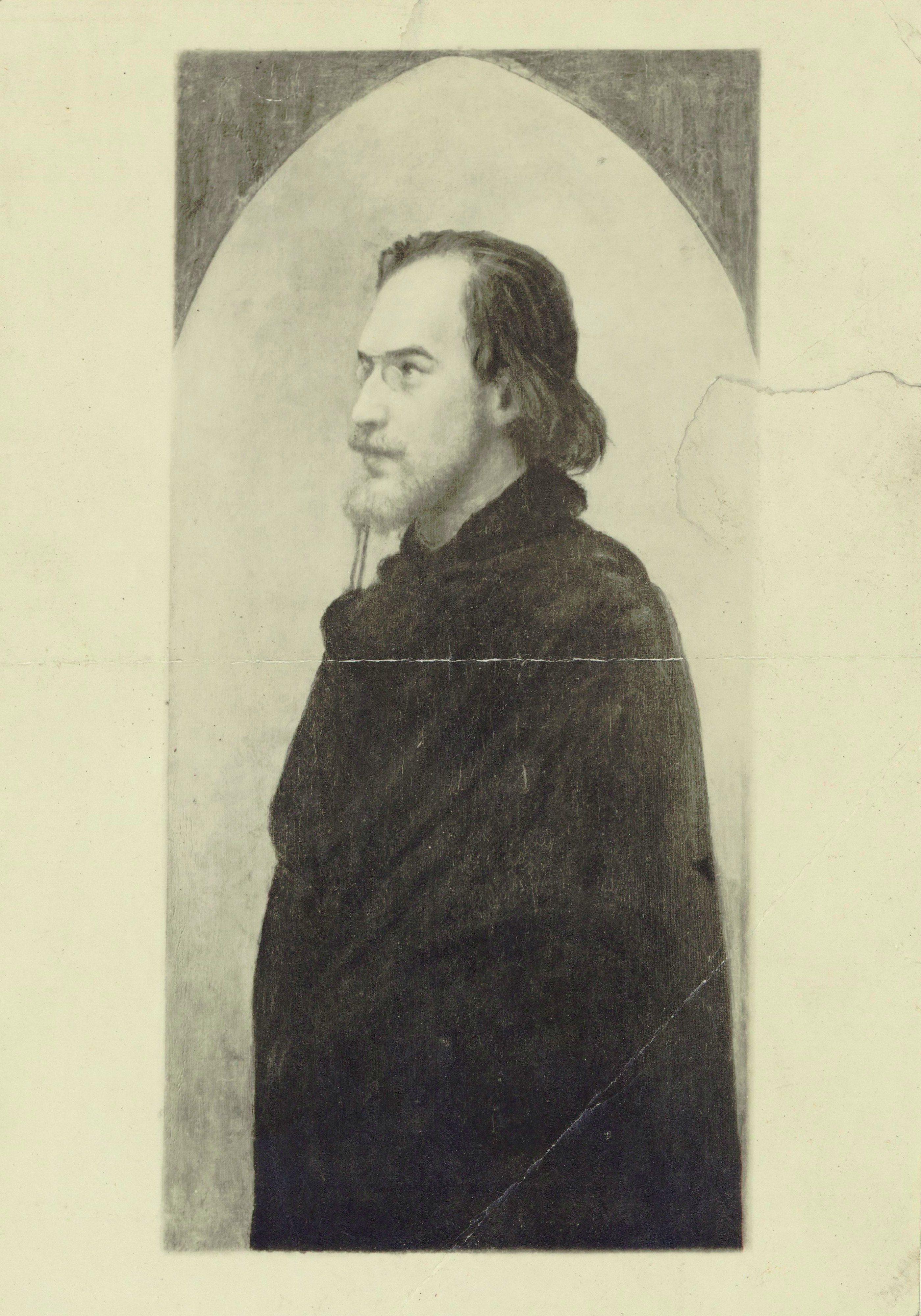
Erik Satie

## Dílo

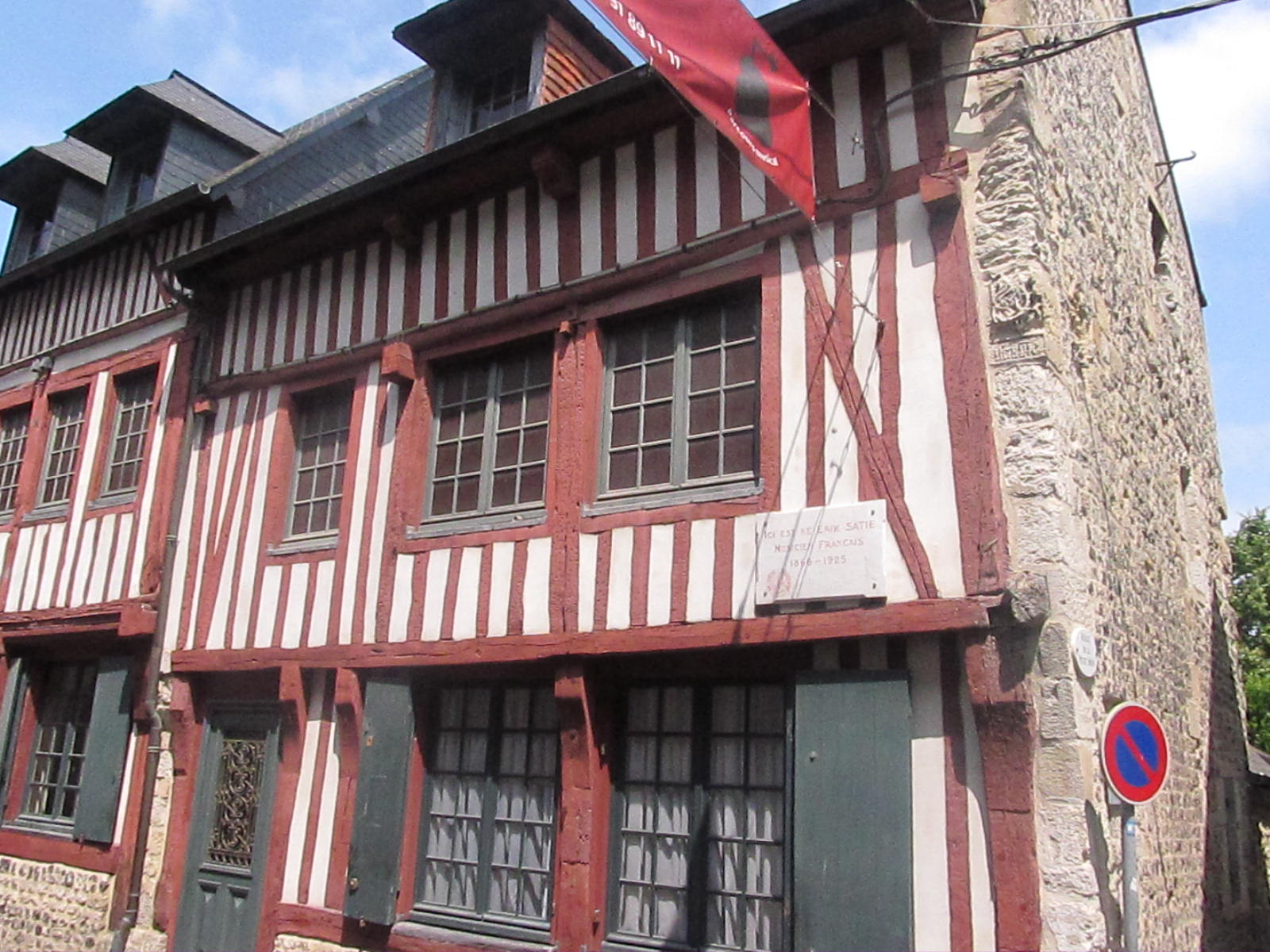
Rodný dům Erika Satie v Honfleuru

Jeho nejznámějšími díly jsou klavírní „Gymnopédies“, „Gnossiennes“ a „Vexations“ z roku 1893 z posthumního cyklu „Pages mystiques“ (Mystické stránky, 1893–1895). Vexations tvoří 840 krát opakované tři krátké klavírní fráze – dodnes je však diskutabilní, zda nebyl jeho pokyn myšlen metaforicky, k jednotlivým úsekům hudby připisoval i dříve enigmatické přípisy, v jeho pozdním klavírním díle se dá dokonce hovořit o převaze literárních aluzí nad hudbou.
Ve tvorbě pro Rosekruciánské hnutí Joséphina Péladana použil v první části preludií k „Les fils des Etoiles“ v evropské hudbě vůbec poprvé kvartové akordy jako samostatně stojící, neharmonicky chápané souzvuky. Zmíněné Vexations zase vytvořil tak, že s výjimkou tónu „As“ postupoval způsobem, který později použil Arnold Schoenberg jako základ ke své kompoziční metodě dodekafonie. Ve svém mystifikačním „křesťanském baletu“ Uspud postupoval při kompozici způsobem známým jako permutační forma až v 60. letech 20. století.
Mezi jeho další četná klavírní díla patří čtyřruční suita „Trois Morceaux en forme de Poire“ (Tři kusy ve tvaru hrušky), dokládající jeho smysl pro mystifikaci. V desátých letech vytvořil celou řadu („haiku“) klavírních cyklů předjímajících estetiku DADA a Nové věcnosti (Sports et divertissements, Embryons desséches). Tehdy také se díky podpoře mladých skladatelů (Les Six) mohl začít věnovat větším formám. Jeho opera – „symfonické drama“ – Socrate na Platónovy texty z roku 1916 je jedním z prvních projevů estetiky neoklasicismu v evropské hudbě, následovaly tři balety „Parade“ (s instrumentací nestandardních nástrojů jako je siréna, nebo psací stroj), „Mercure“ a „Relâche“ (s doprovodnou filmovou sekvencí), plně nesené cirkusovou estetikou.
Jeho hudba byla dlouho pro hudební establishment nepřijatelná z důvodu své obskurnosti (poetika) a značného podílu byť geniálního, přesto diletantství (instrumentace, forma skladeb). Zůstává proto až na cykly Gymnopédií a Gnossiennes dodnes pro širší publikum i část kritiky těžko uchopitelnou, ba neznámou.

## Interpretace skladeb
Největší překážky pronikání jeho hudby do širší veřejnosti způsobuje patrně tradice při interpretaci jeho kompozic. Jeho skladby jsou obecně velmi málo propracovány, co se dynamických a tempových údajů týče (je to ostatně jeden ze znaků, které u nich obdivovali neoklasicisté, a navíc jsou tyto pokyny vyvažovány zmíněnou přebohatou literární rovinou). U kompozic přibližně do roku 1906 nalezneme nejčastěji označení „Lent“, tedy pomalu. Tato okolnost, spolu s širší oblíbeností jeho díla u anglo-amerických autorů hudebního minimalismu, vedla k domněnce, že se jeho kompozice musí hrát extrémně pomalu a nevýrazně. Pokud se však tento nepodložený a hudbu degradující předpoklad nedodržuje, znějí Satieho kompozice rovnocenně jakékoliv jiné plnokrevné hudbě. Druhým kruciálním aspektem interpretace Satieho kompozic je to, že je skladatel často psal pouze pro hudebníky. Často bývá citován jeho výrok: „S klavírem je to jako s penězi: potěšení z nich má jen ten, kdo se jich dotýká.“

## Přehled významných skladeb
(není-li uvedeno jinak, jedná se o klavírní kompozice)
- 4 Ogives (1886)
- 3 Sarabandes (1887)
- Gymnopédies I-III (1887)
- Quatre préludes posthumes (1888-92); I. Fête donnée par des chevaliers normands en l'honneur d'une jeune demoiselle (Slavnost pořádaná normandskými rytíři k poctě jedné mladé dámy), II. Prélude d’Eginhard, III - IV 2 Préludes du Nazaréen – posthumní opus
- Gnossiennes I-VI (1890-97)
- Sonneries de la Rose † Croix (Hlaholy růže a kříže, 1891; I. Air de l’Ordre (Píseň řádu), II. Air du Grand maître (Píseň Velkého mistra), III. Air du Grand Prieur (Píseň Velkého převora)
- Hymne, Salut Drapeau! (Hymna, Sláva praporu!, 1891), zpěv a klavír – posthumní opus
- Le fils des étoiles, (Tři preludia k Synu hvězd Joséphina Péladana); I. La vocation (Povolání), II. L’initiation (Iniciace) a III. L’incantacion (Zaklínání)
- Uspud, Ballet chrétien en 3 actes (Uspud, Křesťanský balet o třech jednáních, 1892), particello – posthumní opus
- Danses Gothiques (Gotické tance, 1893), „Novéna pro větší mír a pokoj mé duše.“
- Pages mystiques (Mystické stránky, 1893–95); I. Harmonies, II. Prière (Modlitba), Vexations (Trápení) – posthumní opus
- Prélude à La porte héroïque du ciel (Preludium k Hrdinné bráně nebes, 1894)
- Messe des pauvres (Mše chudých, 1895), varhany a sbor; I. (Kyrie), II. Dixit dominus (Řekl Hospodin), III Prière des Orgues (Modlitba varhan), IV. Commune qui mundi nefas, (Ty jenž pykáš za naši spásu), V. Chant Ecclésiastique (Církevní zpěv), VI. Prière pour les voyageurs et les marins en danger de mort, à la très bonne et très auguste Vierge Marie, mère de Jésus (Modlitba za poutníky a plavce v nebezpečí smrti, k tak dobré a vznešené Panně Marii, matce Ježíše), VII. Prière pour le salut de mon âme (Modlitba pro blaho mé duše)
- Nocturnes I-V
- Deux rêveries nocturnes
- Embryons dessechés
- Trois morceaux en forme de poire
- Sonatine Bureaucratique
- Le Picadilly (1904)
- Vieux Sequins et Vieilles Cuirasses
- Prélude en tapisserie
- Socrate (Sokratés, symfonické drama, 1917). Pro čtyři soprány a orchestr, verze pro hlas a klavír.
- Parade, balet (orch.)
- Relâche, balet (orch.)

## Filmový herec
Eric Satie hrál v dadaistickém filmu Mezihra (Entr'acte) režiséra René Claira z roku 1924.

## Vliv Satieho díla
K Satiemu jako k jednomu ze skladatelů, který je ovlivnil, se hlásí mnozí moderní skladatelé, např. John Cage, Brian Eno nebo Frank Zappa.
V roce 1969 se staly Variace na téma Erika Satieho (Variations on a Theme By Erik Satie - Trois Gymnopédies) titulní skladbou druhého alba skupiny Blood, Sweat & Tears. Deska vyšla též v roce 1971 v Gramofonovém klubu Supraphonu.
Koncem 20. století a především začátkem 21. století je jeho hudba často používána ve filmech .